# Otto Franz Joseph von Österreich

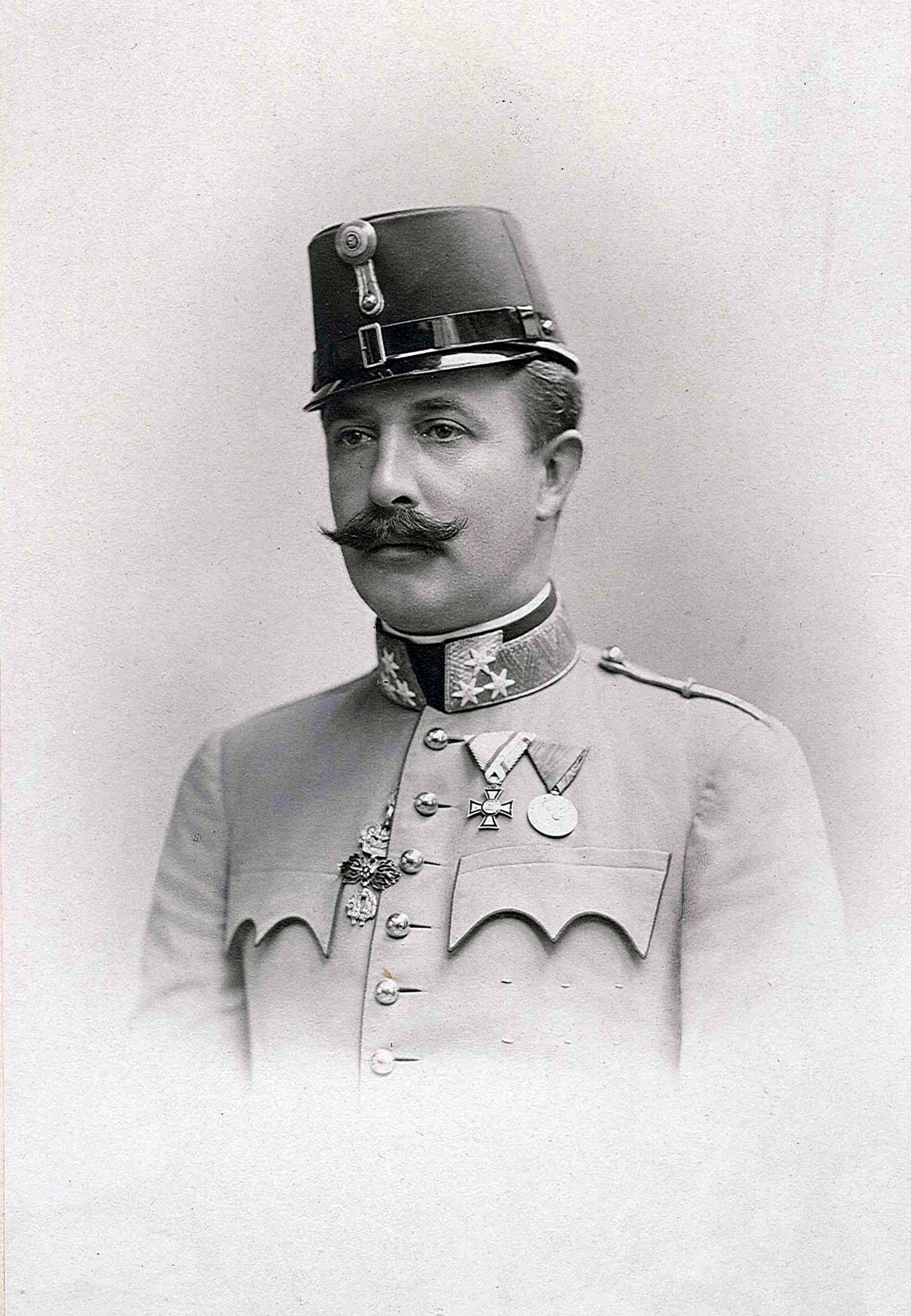
Erzherzog Otto von Österreich, 1895

Erzherzog Otto Franz Josef Carl Ludwig Maria von Österreich, der schöne Erzherzog (* 21. April 1865 in Graz; † 1. November 1906 in Wien), entstammte dem Geschlecht der Habsburger. Er war der nächstälteste Bruder des Erzherzog-Thronfolgers Franz Ferdinand und der Vater des letzten Kaisers Karl von Österreich.

## Herkunft
Otto war der zweite von drei Söhnen Erzherzog Karl Ludwigs von Österreich, eines Bruders von Kaiser Franz Joseph, und Prinzessin Maria Annunziatas von Neapel-Sizilien. Ottos älterer Bruder war der 1914 in Sarajevo ermordete Thronfolger Erzherzog Franz Ferdinand von Österreich-Este. Von seinem ledigen Onkel Erzherzog Ludwig Viktor von Österreich wurde Otto 1885 adoptiert.

## Leben
Als Otto sechs Jahre alt war, starb seine Mutter an einem in ihrer Familie häufig auftretenden Lungenleiden. Gemeinsam mit seinem älteren Bruder Franz Ferdinand wurde er unter der Leitung des Grafen Ferdinand Christoph Eberhard von Degenfeld-Schonburg (1835–1892) erzogen. Der war Sohn von Graf Götz Christoph von Degenfeld-Schonburg, der vom Protestantismus zum Katholizismus konvertiert war, und Vater Heinrichs von Degenfeld-Schonburg (1890–1978), Erzieher und lebenslanger Vertrauter des letzten österreichischen Kronprinzen Otto von Habsburg. Der Wiener Wohnsitz der Familie befand sich im Palais Erzherzog Carl Ludwig in der Favoritenstraße 7, als Sommersitz wurden die Villa Wartholz und das Schloss Artstetten genutzt.

Erzherzog Otto

Wenn Erzherzog Otto, wie übrigens etliche Habsburger, auch nicht der eifrigste aller Schüler war und seinen Lehrern oft Streiche spielte, war er sowohl bei den Erziehern als auch bei den Verwandten wegen seines heiteren Naturells äußerst beliebt. Wie den Tagebüchern seines Vaters zu entnehmen ist, der versuchte, allen sechs Kindern dieselbe Liebe zuteilwerden zu lassen, so ist doch darin zu merken, dass ihm Otto sehr viel bedeutete. Der Sohn bedankte sich aber mit derselben Liebe bei seinem Vater und besuchte ihn, so häufig er konnte. Oft von den entferntesten Garnisonen kommend und nur für ein paar Stunden bleibend.
Erzherzog Otto war in seiner Familie außerordentlich beliebt. Dass er sich von seiner Ehefrau und Prinzessin Maria Josepha Luise von Sachsen (1867–1944), mit der er keine Gemeinsamkeiten hatte, zurückzog, war nicht sehr verwunderlich, da sie unzugänglich war und außer zu Kronprinzessin Stephanie zu keinem Mitglied der Familie engeren Kontakt hatte. Sie war auch keine leidenschaftliche Mutter, sondern ließ vor allem ihren erstgeborenen Sohn Karl, den späteren letzten Kaiser, hauptsächlich in der Obhut seines Großvaters Erzherzog Carl Ludwig in der Villa Wartholz.
Um 1900 zog sich Erzherzog Otto Syphilis zu, eine damals unheilbare Krankheit. Arthur Schnitzler untersuchte und attestierte in seiner Funktion als Arzt am Allgemeinen Krankenhaus in Wien Syphiliskranke. Er kannte die infizierte Frau, mit der Erzherzog Otto Kontakt und sich angesteckt hatte, ohne ihn darüber zu informieren. Mit unverhohlener Schadenfreude erzählte Schnitzler das einem Bekannten, der die Geschichte später in seinen Memoiren festhielt. Im Juli 1906 wurde der Erzherzog vom Kaiser krankheitsbedingt aus dem Militärdienst entlassen, was er noch an eine Genesung glaubend in einem Brief an Nora Fugger beklagte.
In seiner Villa in der Anton-Frank-Gasse 20, im Cottageviertel der Wiener Vorstadt Währing, verbrachte Erzherzog Otto die letzten Monate seines Lebens mit seiner Geliebten, der jungen Operettensängerin Luise Robinson. Sie und seine Stiefmutter Infantin Marie Therese von Braganza (1855–1944) pflegten ihn bis zu seinem Tod. Er verstarb in Anwesenheit seines geistlichen Beistands, des Weihbischofs von Wien, Godfried Marschall, am 1. November 1906. Luise Robinson, die aus der gemeinsamen Beziehung zwei Söhne hatte, erhielt nach dem Tod Ottos von Kaiser Franz Joseph eine großzügige Abfertigung, ihre beiden Söhne je 100.000 Kronen. Sie heiratete ein paar Monate später einen Offizier, doch ging diese Ehe bald wieder auseinander.

### Thronfolge
Nach dem Tod des gemeinsamen Vaters war Ottos älterer Bruder Franz Ferdinand nach salischem Erbrecht Thronfolger. Es war allerdings in der Öffentlichkeit bekannt, dass Kaiser Franz Joseph zu seinem neuen Thronfolger wenig Beziehung hatte, der ihn ständig kritisierte und keinem Streit mit ihm aus dem Weg ging.
Da Kaiser Franz Joseph seinen einzigen Sohn Rudolf 1889 durch Suizid verloren hatte, war ab diesem Zeitpunkt Ottos Vater Erzherzog Carl Ludwig Thronfolger. Nach dessen Tod im Jahr 1896 ging die Thronfolge auf Franz Ferdinand über. Als er in den frühen 1890er-Jahren schwer erkrankte, vertrat ihn während dieser Zeit sein nächstältester Bruder Erzherzog Otto. Dass er als Vertreter seines Bruders sehr sympathisch und vor allem unprätentiös auftrat, gefiel seinem Onkel Kaiser Franz Joseph sehr gut. Er mochte diesen Neffen, der immer gut aufgelegt war und ihn mit heiteren Geschichten unterhielt, besonders gerne und er hätte ihn viel lieber als seinen Nachfolger gesehen.

„... sein (Franz Ferdinands) schwankender Gesundheitszustand hatte ihn in den Augen weiter Kreise als künftiger Herrscher ausgeschaltet. Sie rechneten damit, daß er nie mehr den Thron besteige werde; sei´s nun, weil sie glaubten, sein Leiden werde es ihm unmöglich machen, sich den anstrengenden Regierungsgeschäften zu widmen; sei´s, weil sie in ihm schon einen toten Mann sahen.“

Zu letzteren zählte auch Kaiser Franz Joseph, weil er wusste, dass Franz Ferdinands Mutter an demselben Leiden gestorben war. Eigenartigerweise spornte das alles den kranken Thronfolger an, so rasch wie möglich gesund zu werden. Er selbst hatte nicht im geringsten daran gedacht, je auf sein Thronrecht zu verzichten.

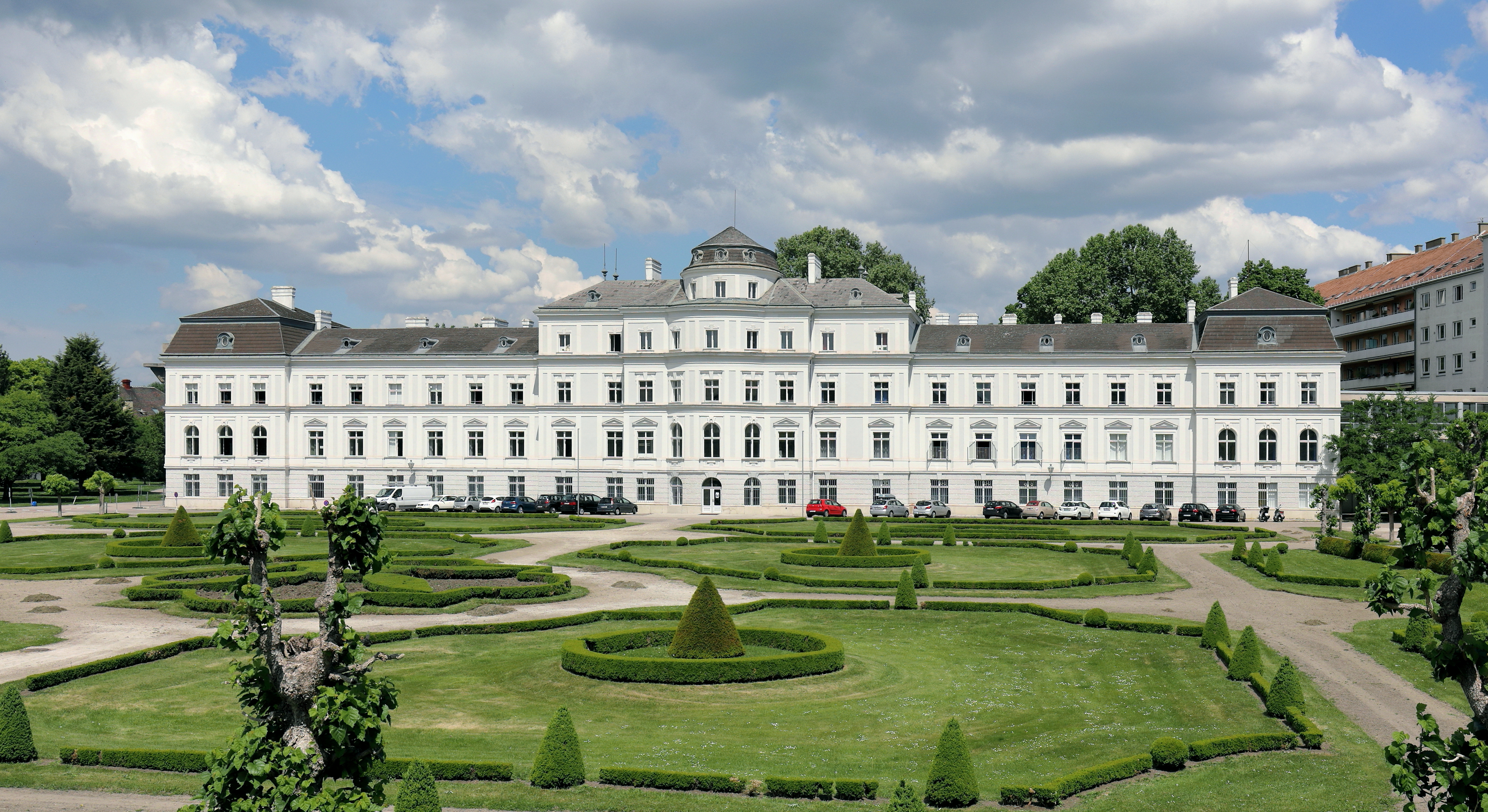
Palais Augarten, Wien

Während seines Kuraufenthalts in Ägypten erfuhr Erzherzog Franz Ferdinand 1896, dass Graf Goluchowski, Minister des kaiserlichen und königlichen Hauses und des Äußern, den Kaiser gebeten habe, eine Neuregelung der Thronfolge zu erwägen. Umgehend verbreitete sich das Gerücht, dass Franz Ferdinands Bruder Otto Thronfolger werden würde, zumal der in dieser Zeit vom Kaiser zahlreiche Verbesserungen seines Haushalts erhalten hatte. Er bekam das Augartenpalais als repräsentative Residenz zur Verfügung gestellt, und sein Hofstaat wurde wesentlich vergrößert. Das erschreckte Franz Ferdinand derart, dass er wohl aus Empörung darüber rasch genas.
Als Franz Ferdinand am 28. Juni 1900 in einem offiziellen Akt die Kenntnisnahme der künftigen Thronfolgeregelung unterzeichnete, die seine etwaigen Kinder aus seiner bevorstehenden nicht-ebenbürtigen Ehe mit Sophie Chotek von Chotkowa von der Thronfolge ausschloss, stand Otto (mit seinen Nachkommen) als künftiger Thronfolger seines älteren Bruders fest. Diese Regelung sollte sich aufgrund von Ottos frühem Tod 1906 allerdings erst mit dem Tod Franz Ferdinands 1914 manifestieren, wodurch Ottos ältester Sohn Erzherzog Karl zum Thronfolger wurde (und 1916 zum letzten Kaiser und König).

## Ehe und Nachkommen

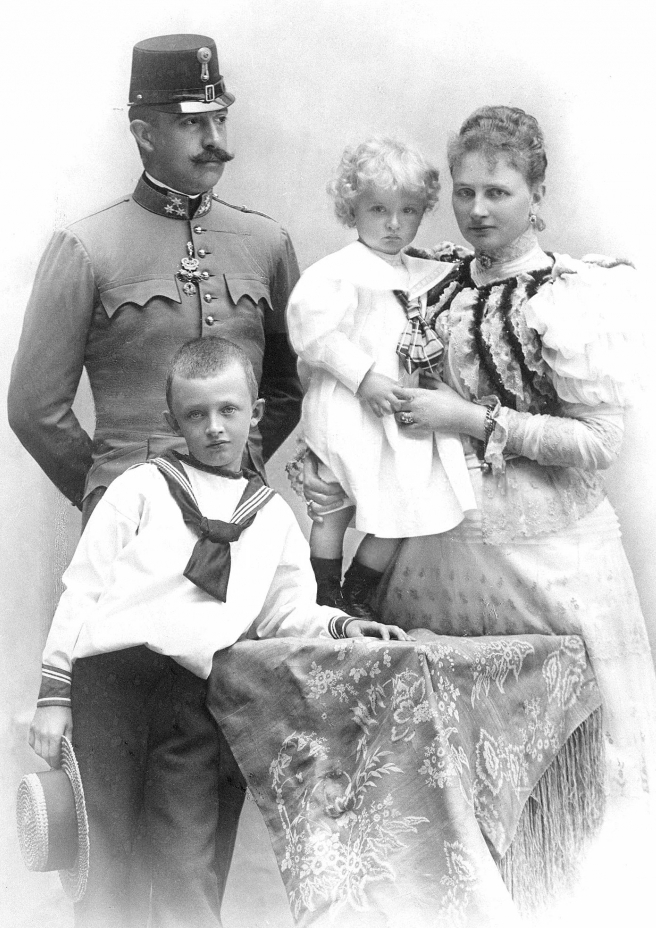
Erzherzog Otto mit seiner Frau Prinzessin Maria Josepha von Sachsen und den beiden gemeinsamen Söhnen Karl und Maximilian.

Im Zusammenhang mit der Hochzeit Erzherzog Ottos muss eine wenig bekannte Vorgeschichte hinzugefügt werden, die alles – also auch die später nicht so harmonische Beziehung des Paars – in neuem Licht beleuchtet. Kaiser Franz Joseph hatte den Thronfolger Franz Ferdinand mehrmals darauf angesprochen, vielleicht sogar gedrängt, unter den Fürstenhäusern Europas eine passende Ehefrau zu suchen. Besonders hervorgehoben wurden die Töchter des Königs von Sachsen, mit dem man mehrfach verwandt war und zu dem man eine innige verwandtschaftliche und politische Beziehung hatte. Also wurde Franz Ferdinand in Begleitung seines Bruders Otto nach Sachsen geschickt, um eine Braut zu wählen. Er fand keine der Töchter des Königs ansprechend, benahm sich in der bekannten Weise unhöflich und barsch und wollte gleich wieder abreisen. Um die unangenehme Situation zu retten, bat Erzherzog Otto um die Hand Prinzessin Maria Josephas (1867–1944), die ihm auch gewährt wurde. Am 2. Oktober 1886 heiratete er in Dresden die Tochter König Georgs und der Infantin Maria Anna von Portugal. Aus der Ehe gingen zwei Kinder hervor:
- Karl Franz Joseph, 1916 Karl von Österreich (1887–1922); da Franz Ferdinand 1914 keine thronfolgeberechtigten Söhne hinterlassen hatte, wurde Erzherzog Karl Franz Joseph Thronfolger und 1916 letzter Kaiser von Österreich
- Erzherzog Maximilian Eugen von Österreich (1895–1952)

Aus einer Beziehung mit der bürgerlichen Tänzerin Marie Schleinzer (1874–1949) stammen zwei weitere Kinder:
- Alfred Joseph von Hortenau (1892–1956)[11]
- Hildegard von Hortenau (1894–1976)

Marie Schleinzer ehelichte 1902 in Abbazia den Kurarzt Julius Cohn, welcher die beiden Kinder von Erzherzog Otto adoptierte. 1911 wurde ihm der erbliche Adelstitel „Edler von Hortenau“ verliehen.
Aus einer Beziehung mit der bürgerlichen Sängerin Luise Robinson (1884–1934) stammen zwei weitere Kinder.

## Vorfahren
| Ahnentafel Otto Franz Joseph von Österreich | Ahnentafel Otto Franz Joseph von Österreich                                                    | Ahnentafel Otto Franz Joseph von Österreich                                                    | Ahnentafel Otto Franz Joseph von Österreich                                                              | Ahnentafel Otto Franz Joseph von Österreich                                                        | Ahnentafel Otto Franz Joseph von Österreich                                                    | Ahnentafel Otto Franz Joseph von Österreich                                                    | Ahnentafel Otto Franz Joseph von Österreich                                                          | Ahnentafel Otto Franz Joseph von Österreich                                                          |
| ------------------------------------------- | ---------------------------------------------------------------------------------------------- | ---------------------------------------------------------------------------------------------- | --- | -------------------------------------------------------------------------------------------------- | ---------------------------------------------------------------------------------------------- | ---------------------------------------------------------------------------------------------- | --- | --- |
| Ururgroßeltern                              | Kaiser Leopold II. (1747–1792) ⚭ 1765 Maria Ludovica von Spanien (1745–1792)                   | König Ferdinand I. (1751–1825) ⚭ 1768 Maria Karolina von Österreich (1752–1814)                | Friedrich Michael von Pfalz-Birkenfeld (1724–1767) ⚭ 1746 Maria Franziska von Pfalz-Sulzbach (1724–1794) | Karl Ludwig von Baden (1755–1801) ⚭ 1774 Amalie von Hessen-Darmstadt (1754–1832)                   | König Ferdinand I. (1751–1825) ⚭ 1768 Maria Karolina von Österreich (1752–1814)                | König Karl IV. von Spanien (1748–1819) ⚭ 1765 Maria Luise von Bourbon-Parma (1751–1819)        | Kaiser Leopold II. (1747–1792) ⚭ 1765 Maria Ludovica von Spanien (1745–1792)                         | Fürst Friedrich Wilhelm von Nassau-Weilburg (1768–1816) ⚭ 1788 Luise von Sayn-Hachenburg (1772–1827) |
| Urgroßeltern                                | Kaiser Franz II. (1768–1835) ⚭ 1790 Maria Theresia von Neapel-Sizilien (1772–1807)             | Kaiser Franz II. (1768–1835) ⚭ 1790 Maria Theresia von Neapel-Sizilien (1772–1807)             | König Maximilian I. Joseph (1756–1825) ⚭ 1797 Karoline Friederike Wilhelmine von Baden (1776–1841)       | König Maximilian I. Joseph (1756–1825) ⚭ 1797 Karoline Friederike Wilhelmine von Baden (1776–1841) | König Franz I. (1777–1830) ⚭ 1802 Maria Isabel von Spanien (1789–1848)                         | König Franz I. (1777–1830) ⚭ 1802 Maria Isabel von Spanien (1789–1848)                         | Karl von Österreich-Teschen (1771–1847) ⚭ 1815 Henriette Alexandrine von Nassau-Weilburg (1797–1829) | Karl von Österreich-Teschen (1771–1847) ⚭ 1815 Henriette Alexandrine von Nassau-Weilburg (1797–1829) |
| Großeltern                                  | Franz Karl von Österreich (1802–1878) ⚭ 1824 Sophie Friederike von Bayern (1805–1872)          | Franz Karl von Österreich (1802–1878) ⚭ 1824 Sophie Friederike von Bayern (1805–1872)          | Franz Karl von Österreich (1802–1878) ⚭ 1824 Sophie Friederike von Bayern (1805–1872)                    | Franz Karl von Österreich (1802–1878) ⚭ 1824 Sophie Friederike von Bayern (1805–1872)              | König Ferdinand II. (1810–1859) ⚭ 1837 Maria Theresia von Österreich (1816–1867)               | König Ferdinand II. (1810–1859) ⚭ 1837 Maria Theresia von Österreich (1816–1867)               | König Ferdinand II. (1810–1859) ⚭ 1837 Maria Theresia von Österreich (1816–1867)                     | König Ferdinand II. (1810–1859) ⚭ 1837 Maria Theresia von Österreich (1816–1867)                     |
| Eltern                                      | Karl Ludwig von Österreich (1833–1896) ⚭ 1862 Maria Annunziata von Neapel-Sizilien (1843–1871) | Karl Ludwig von Österreich (1833–1896) ⚭ 1862 Maria Annunziata von Neapel-Sizilien (1843–1871) | Karl Ludwig von Österreich (1833–1896) ⚭ 1862 Maria Annunziata von Neapel-Sizilien (1843–1871)           | Karl Ludwig von Österreich (1833–1896) ⚭ 1862 Maria Annunziata von Neapel-Sizilien (1843–1871)     | Karl Ludwig von Österreich (1833–1896) ⚭ 1862 Maria Annunziata von Neapel-Sizilien (1843–1871) | Karl Ludwig von Österreich (1833–1896) ⚭ 1862 Maria Annunziata von Neapel-Sizilien (1843–1871) | Karl Ludwig von Österreich (1833–1896) ⚭ 1862 Maria Annunziata von Neapel-Sizilien (1843–1871)       | Karl Ludwig von Österreich (1833–1896) ⚭ 1862 Maria Annunziata von Neapel-Sizilien (1843–1871)       |
| Otto Franz Joseph von Österreich            |                                                                                                |                                                                                                | | |                                                                                                |                                                                                                | | |

## Ehrungen
- Das Otto-Schutzhaus, ein Schutzhaus auf der Rax (Niederösterreich) trägt seinen Namen.